# Масальское (Тверская область)
Масальское — нежилая деревня в Торопецком районе Тверской области. Входит в состав Плоскошского сельского поселения. Не существует с 2003 года.

## Этимология
Название деревни происходит от фамилии Масальский. 

## География
Деревня расположена в северо-восточной части района; в 14 километрах к востоку от посёлка Плоскошь. Ближайший населённый пункт — деревня Новое.
Климат
Деревня, как и весь район, относится к умеренному поясу северного полушария и находится в области переходного климата от океанического к материковому. Лето с температурным режимом +15…+20 °С (днём +20…+25 °С), зима умеренно-морозная −10…−15 °С; при вторжении арктических воздушных масс до −30…-40 °С.
Среднегодовая скорость ветра 3,5—4,2 метра в секунду.

## История
На карте РККА 1923—1941 годов обозначена деревня Масальская. Имела 6 дворов.
За время Великой Отечественной войны число погибших жителей деревни составило 4 человека.
В 1945 году в Масальском имелось 32 хозяйства и проживало 102 человека.

## Население
| 2010 |
| ---- |
| 0    |

По данным переписи 2002 года, население деревни составляло 2 человека.
Национальный состав
Согласно результатам переписи 2002 года русские составляли 50 % населения деревни.